# Rejon lubaczowski
Rejon lubaczowski (ukr. Любачівський район) – dawna jednostka podziału administracyjnego Ukraińskiej Socjalistycznej Republiki Radzieckiej w Związku Socjalistycznych Republik Radzieckich w latach 1940–1941 i 1944. Należał do obwodu lwowskiego. Siedziba władz rejonu znajdowała się w Lubaczowie.
Rejon lubaczowski został utworzony 17 stycznia 1940 na podstawie dekretu Prezydium Rady Najwyższej USRR o podziale na rejony zachodnich obwodów USRR, kiedy to w obwodzie lwowskim utworzono 37 rejonów, między innymi lubaczowski. Rejon objął obszary na południe od Linii Mołotowa:
- miasto Lubaczów;
- całą gminę Lubaczów;
- całą gminę Oleszyce;
- południową część gminy Cieszanów (gromady Dachnów i Nowe Sioło);
- południową część gminy Dzików Stary (gromady Miłków, Oleszyce Stare i Stare Sioło).
- zachodnią część gminy Lisie Jamy (gromady Lisie Jamy, Karolówka i Załuże).

Obszary te należały przed wojną do powiatu lubaczowskiego w województwie lwowskim.
Rejon lubaczowski przestał istnieć wraz z wybuchem wojny niemiecko-radzieckiej 22 czerwca 1941. Jego tereny weszły w skład Landkreis Rawa Ruska dystryktu galicyjskiego Generalnego Gubernatorstwa.
Rejon został odtworzony 23 lipca 1944, po zajęciu tych terenów przez Armię Czerwoną.
W październiku 1944, w wyniku wytyczenia granicy między ZSRR a Polską, cały rejon lubaczowski wszedł w skład Polski, gdzie został włączony do reaktywowanego powiatu lubaczowskiego, który 18 sierpnia 1945 wszedł w skład nowo utworzonego woj. rzeszowskiego.